# Лакат као такав
Лакат као такав је југословенски филм из 1959. године. Режирао га је Анте Бабаја, а сценарио је писао Божидар Виолић.

## Улоге
| Глумац          | Улога |
| --------------- | ----- |
| Јанез Чук       |       |
| Борис Фестини   |       |
| Божидарка Фрајт |       |
| Ђуро Пуховски   |       |